# Robin Bell
Robin Bell (Ciudad del Cabo, Sudáfrica, 16 de noviembre de 1977) es un deportista australiano que compitió en piragüismo en la modalidad de eslalon. Está casado con la remera Julia Wilson.
Participó en tres Juegos Olímpicos de Verano, entre los años 2000 y 2008, obteniendo una medalla de bronce en Pekín 2008, en la prueba de C1 individual. Ganó tres medallas en el Campeonato Mundial de Piragüismo en Eslalon entre los años 1999 y 2007.

## Palmarés internacional
| Juegos Olímpicos   | Juegos Olímpicos       | Juegos Olímpicos  | Juegos Olímpicos |
| Año                | Lugar                  | Medalla           | Competición      |
| ------------------ | ---------------------- | ----------------- | ---------------- |
| 2008               | Pekín (China)          | Medalla de bronce | C1 individual    |
| Campeonato Mundial |                        |                   |                  |
| Año                | Lugar                  | Medalla           | Competición      |
| 1999               | Seo de Urgel (España)  | Medalla de plata  | C1 individual    |
| 2005               | Penrith (Australia)    | Medalla de oro    | C1 individual    |
| 2007               | Foz do Iguaçu (Brasil) | Medalla de bronce | C1 individual    |